# Подаруй ювілей
«Подаруй ювілей» (англ. Bring the Jubilee) — альтернативно-історичний роман американського письменника Ворда Мура, вперше надрукований 1953 року.
Точка розбіжності настає в липні 1863 року, коли Конфедеративні Штати Америки виграють битву під Геттісбургом і згодом оголошують перемогу в конфлікті, названому в книзі «Війною за незалежність Саутрона» 4 липня 1864 року, після капітуляції Сполучених Штатів Америки. Події роману розгортається в збіднілих Сполучених Штатах у середині XX століття, коли нависає війна між Конфедерацією та її суперником, Німецьким Союзом. Історія приймає несподіваний поворот, коли головний герой Годж Бекмейкер, історик, вирішує подорожувати в минуле, щоб стати свідком моменту, коли Південь виграв війну.
Фраза «Подаруй ювілей» є посиланням на приспів популярної військової пісні Marching Through Georgia.

## Передісторія

### Історія
Після великої перемоги Роберта Е. Лі в битві під Геттісбергом і подальшого захоплення Філадельфії Сполучені Штати були змушені визнати незалежність Конфедерації за Редінгським договором 4 липня 1864 року, який став відомим як День незалежності Саутрона. Лі змінив Джефферсона Девіса і став другим президентом Конфедерації в 1865 році (насправді Конституція Конфедерації встановила кінець повноважень Девіса на початку 1868 року). Хоча Лі намагався встановити доброзичливу національну політику та зміг звільнити рабів, його антиімперіалістичним бажанням зірвав Конгрес із дедалі більш імперіалістичними амбіціями, який направив сили для вторгнення в Мексику та розширився на південь у Латинській Америці. Конфедерація процвітала, оскільки такі міста, як Вашингтон-Балтимор (разом з Александрією злилися в оде місто) та Лізбург (колишнє Мехіко) стали відомими міжнародними центрами культури та навчання. Після вирішальної перемоги Німецького Союзу у війні імператорів (1914–1916) в Європі (аналог Першої світової війни) Конфедерація стала однією з двох наддержав світу. Німецький союз (очевидне злиття Німецької та Австро-Угорської імперій) уклав союз з оновленою Іспанською імперією. Щоб зберегти баланс сил, Конфедерація вступила в союз з Британською імперією. Напруга між КША та німцями зростала аж до 1950-х років, і люди в усьому світі жили під постійною загрозою майбутньої війни, а беззахисні Сполучені Штати, безсумнівно, були полем битви.

### Культура
Рівень життя Конфедерації, економічне зростання, політичний вплив і військова потужність нагадують США після Другої світової війни. Хоча рабство скасовано, значною мірою завдяки зусиллям таких людей, як Роберт Е. Лі, умови життя для етнічних меншин все ще погані. Тим не менш, імміграція заохочується, оскільки іммігранти стають підданими (а не громадянами) Конфедерації, подібно до завойованого населення Латинської Америки. Виборче право належить виключно чоловікам, чиї предки були громадянами Конфедерації з 4 липня 1864 року. Технологія розвивалася в іншому напрямку, оскільки двигун внутрішнього згоряння, лампочки розжарювання та літальні кораблі важчі за повітря ніколи не були створені. «Мінібіли» та дирижаблі з паровим двигуном є основним моторним засобом пересування в заможніших країнах; більшість людей все ще їздять верхи на коротких дистанціях або їздять на поїздах для тривалих подорожей. Весь зв’язок здійснюється за допомогою листа або телеграфу, який до цього моменту став невід’ємним атрибутом усіх заможних будинків майже так само, як телефони були в реальному житті, всі діти вчилися розуміти телеграфію в ранньому віці, поки це не стало таким звичайним і природним, як читання.
На відміну від процвітання Конфедерації, Сполучені Штати зображені як головна держава, яка потрапила в пастку постійної рецесії, з безробіттям і корупцією. США настільки бідні, що трансконтинентальну залізницю повз Айову ніколи не будують, тоді як Конфедерація побудувала сім. Єдина спільнота американців, яка загалом процвітає, — це мормони в західному штаті Дезерет, які досі практикують полігамію. Серед інших, лише успішні землевласники та нечисленні щасливі переможці надзвичайно популярної національної лотереї можуть піднятися над напівбідним життям пересічних громадян; більшість працездатних дорослих зводяться до «відступу» перед бізнесменами в обмін на мізерну економічну безпеку, яку вони надають. Громадяни США більш вороже ставляться до чорношкірих, ніж до конфедератів, вбачаючи в них головну причину розпаду Союзу та небажану конкуренцію за декілька доступних робочих місць. Ті чорношкірі, які не виїхали зі США в Африку, постійно піддаються глузуванням, переслідуванням, погрозам, а іноді й масовим лінчуванням з боку білих. Республіканська і Демократична партії зникли; нова двопартійна система складається з вігів під впливом Конфедерації та неефективних популістів (Оповідач зараховує Вільяма Дженнінгса Брайана, Джорджа Норріса та Нормана Томаса серед найвідоміших популістів і описує обрання президентом Томаса Е. Дьюї від вігів у 1940 році). Нарешті, американська армія практично не існує (очевидно, це положення договору 1864 року), й іноземні держави часто без протидії розгортають війська по всій території США в регіонах, де їх громадяни зазнали нападу — це не рідкість, оскільки багато сільських районів погано керуються і в них панує беззаконня; розбійники є постійною загрозою для небагатьох мандрівників. Довготривала економічна депресія призвела до досить пуританської культури, яка віддавала перевагу пізнім шлюбам невеликій кількості у кожній родині. Вище вказані факти, у поєднанні із забороною на імміграцію та еміграцію амбітної молоді, призвело до загального скорочення населення.

## Сюжет
Оповідачем роману є Годжинс «Годж» Маккормік Бєкмейкер, який веде щоденник свого життя в нашій хронології, 1877 рік. Годж народився 1921 року в альтернативній часовій шкалі у Ваппінгерс-Фоллз, Дачесс, Нью-Йорк. У 1938 році у віці 17 років їде до Нью-Йорка, найбільшого міста Сполучених Штатів (і все-таки рухливому порівняно з деякими містами Конфедерації), у відчайдушній спробі вступити до коледжу чи університету. Після того, як у нього викрали невелику власність, він вступає в контакт з «Великою армією», націоналістичною організацією, яка намагається повернути Сполучені Штати колишньої слави за допомогою актів саботажу та тероризму. Одна з операцій Великої армії передбачає підробку іспанської валюти з метою спровокувати війну між Конфедерацією та Німецьким Союзом на іспанських територіях, і, таким чином, позбавити США ризику стати полем битви двох наддержав. Незважаючи на критику діяльності організації, Годж погоджується на роботу та проживання у члена Великої армії, який працює в книжковому магазині. Задоволений роботою за їжу та можливістю читати щоразу, Годж залишається в книгарні протягом шести років (Життя молодого Годжа багато в чому є автобіографічним для Ворда Мура.). Один друг, якого він зустрічає в цей час, — консул Енфандін, емісар Республіки Гаїті, єдиної незалежної американської республіки на південь від лінії Мейсона-Діксона.
У 1944 році Годж виїжджає з Нью-Йорка до сільської Пенсільванії, де його прагнення стати істориком, який спеціалізується на війні між Північчю і Півднем, стає реальністю, коли його запрошують приєднатися до кооперативу під назвою Гагерсхавен. Товариство засновано дітьми майора Конфедерації на ім’я Герберт Гагервеллс, який після війни оселився на землі, яку він намагався перемогти. Він знайомиться зі своїм роботадавицею, Барбарою Гагервеллс, емоційно нестабільною вченою-дослідником, яка на порозі відкриття подорожей у часі. У цій частині історії представлено багато другорядних персонажів зі своїми підсюжетами, включно з деякими з останніх живих американців азійського походження (після серії жахливих погромів проти їх роду по всій Північній Америці) і таємнича жінка-біженка з Іспанії, яка утворили любовний трикутник з Годжем і Барбарою. У 1952 році машина часу була вдосконалена, і Годж скористався можливістю, щоб нарешті особисто побачити битву при Геттісбургу, яка велася неподалік від Гагерсхавена. Одягнувши спеціальний годинник, щоб відстежувати різницю в часі, він повертається в 1863 рік, де потім ненавмисно спричиняє смерть капітана Герберта Гагервелла («тепер [йому] ніколи не бути майором», — зауважує Годж, дізнавшись, що мертвий чоловік був молодшою версією екзальтованого портрета на стінах вітальні Гаггерсхавена), який під час битви зайняв Літтл-Раунд-Троп на півдні. У часовій шкалі Годжа люди Гагервеллса утримали пагорб, щоб конфедерати виграли битву під Геттісбергом, проклавши шлях до їх перемоги над Союзом у Філадельфії рік по тому; у підсумковій часовій шкалі (нашій) 83-ій пенсільванський піхотний полк полковника Союзу Стронга Вінсента і 20-й піхотний добровольчий полк штату Мен полковника Джошуа Чемберлена на початку займають пагорб й успішно відбивають наступ Конфедерації. У романі Годж стверджує, що Літтл-Раунд-Троп є ключем до битви, а отже й війни. Дії Годжа призвели до того, що Союз контролює пагорб, тому події розгортаються так, як вони відбувалися в нашій часовій шкалі, на велике здивування Годжа, який стає свідком того, що Атака Пікетта має інший результат, ніж він читав. Південь програє битву, а зрештою й війну.
Коли історія змінилася та створила світ, який ми знаємо, Годж виявляє, що не може повернутися до своєї попередньої реальності, оскільки обставини, які зробили можливим розвиток подорожей у часі, були невідворотно змінені: технології розвиваються різними шляхами, і Гагервеллс помер до того, як залишив будь-яких нащадків, включаючи Барбару, тому Гагерсхавен і машина часу ніколи не існуватиме. Годж, який застряг у нашій часовій шкалі, наймається як фермер у маєток, який повинен був стати Гагерсхавеном, але тепер належить родині Тамміс. Між 1863 і 1877 роками (коли він пише цю історію), Годж усвідомлює, що змінені післявоєнні Сполучені Штати в чомусь перевершують еквівалентну часову шкалу в його минулому. Він також вважає захопливим те, що люди завжди говорять про громадянську війну, а не про війну за незалежність Саутрона, оскільки ім’я переможців у війні має перевагу. Однак у нього є зловісне відчуття щодо інавгурації Резерфорда Б. Хейса, підозрюючи, що це закінчить еру реконструкції передчасно і послабить справу громадянських прав. Потім Годж пояснює, чому він відчував, що його історію потрібно було записати, оскільки розглянув можливість існування інших часових ліній у паралельних всесвітах, але прийшов до висновку, що запобігаючи майбутньому, в якому він народився, він знищив єдиний вимір, де подорожі між ними були можливі. На цьому історія раптово закінчується в середині речення.
«Редакційна замітка» після історії розповідає, як дехто на ім'я Фредерік Вінтер Тамміс знайшов щоденник Ходжа під час реконструкції його будинку в 1953 році, коли вийшла книга про реальне життя. Батько Фредеріка виріс, знаючи Годжа як улюбленого колишнього слугу, який вийшов на пенсію після того, як став занадто старим, щоб працювати. Сім’я любила слухати розповіді Годжа про світ, у якому він народився, але не вважали його цілком здоровим. Тамміс молодший стверджує, що історія нагадує йому «Дивовижного чарівника країни Оз». Тамміс зазначає, що він знайшов годинник унікального дизайну з двома циферблатами разом із рукописом, і завершує книгу цитатою з недавньої книги з історії, в якій запитується, що могло стати причиною невдачі конфедератів зайняти Літтл-Раунд-Троп, помилка з серйозними наслідками».

## Відгуки
Грофф Конклін охарактеризував роман як «важливий оригінальний твір... багатої і реалістичної уяви». Річард А. Лупофф описав «Подаруй ювілей» як «одну з найгеніальніших історій паралельного світу, коли-небудь написаних». Але Альгіс Будріс написав, що «Подаруй ювілей мені завжди здавалося трохи важкою». П. Шуйлер Міллер також припустив, що привабливість роману обмежена, хоча й високо оцінив його зрілу, ретельно продуману структуру.
The Jewish Daily Forward включив «Подаруй ювілей» до «найкращих літературних зразків альтернативної історії». Браян Олдіс та Девід Вінгроув назвали його «блискучим альтернативно-історичним романом» і зазначили, що його «дотепність та винахідливість» мали вплив на жанр.
Тема перемоги Конфедерації у Громадянській війні та становлення незалежної держави не була новою, оскільки у 1930-их роках з цією ідеєю грали уривок про Вінстона Черчілля описаний у «Якби це сталося інакше» та «Убік у часі» Мюррі Ленстера. Однак книга Мура була розгорнутішою та охопила дещо ширшу аудиторію, ніж ці дві роботи, і спонукала багатьох пізніших авторів узяти ту ж саму сюжетну нитку. Практично всі вони, однак, змальовували, що основна частина США живе краще, ніж у книзі Мура. Роман з продовженням Маккінлея Кантора «Якби Південь виграв громадянську війну» (1960 р., опублікована у вигляді книги у 1961 р.) і Гаррі Тертледова «Зброї Півдня» (1992) також включають сюжетний елемент Роберта Е. Лі, який змінив Джефферсона Девіса на посту президента переможної Конфедерації (у книзі Кантора Лі переміг у Геттисбургу, а в книзі Тертлдова йому допомагали мандрівники в часі через рік після програшу битви). Згодом Тертледов зобразив зовсім іншу версію незалежності Конфедерації в серії з 11 книг «Південна Перемога», яка розпочинається з перемоги Лі у війні майже за 9 місяців до битви за Геттисберзі, роблячи питання про атаку Пікетта, Little Round Top тощо, незначним. Ньют Гінгріч та деякі співавтори опублікували трилогію книг, які детально описують альтернативну історію, в якій Конфедерація перемагає під Геттисбургом, а Союз перемагає у загальній війні (фактично швидше, ніж у реальній історії).

## Історія видань
Коротка версія роману «Подаруй ювілей» з’явилася у вигляді оповідання в листопаді 1952 року на сторінках журналу «Фентезі & Сайнс фікшн». Ентоні Бучер та Френсис Маккомас похвалили розширення за включення «повністю виправданого збільшення деталей фону та глибини характеристики».
Після виходу першого видання від Ballantine Books 1953 року роман перевидали 1965 року Four Square Science Fiction. Роман також перевидався Avon Books у 1970-их роках та Дель Рей Букс 1997 року. У 2001 році роман включили до антології «Найкращі альтернативно-історичні історії XX століття».